# Battaglia di Corfù
La battaglia di Corfù si svolse tra il 13 e il 26 settembre 1943, nell'ambito dei più vasti eventi dell'operazione Achse della seconda guerra mondiale.
Occupata dall'Italia nell'aprile 1941, al momento dell'annuncio dell'armistizio tra italiani e Alleati l'8 settembre 1943 l'isola di Corfù in Grecia era presidiata da una numerosa guarnigione del Regio Esercito posta agli ordini del colonnello Luigi Lusignani, parte della 33ª Divisione fanteria "Acqui" dislocata per il resto nella non lontana Cefalonia. Mentre l'annuncio dell'armistizio lasciava nell'incertezza i comandi italiani, le truppe della Wehrmacht tedesca si mossero rapidamente per impossessarsi dell'intero arcipelago delle Isole Ionie, ritenuto essenziale per mantenere il controllo della Germania nazista sul resto della Grecia. Furono avanzate varie proposte di resa alla guarnigione italiana, tutte seccamente respinte da Lusignani che scelse invece di resistere, rafforzato dall'evacuazione sull'isola di altri reparti italiani dalla costa della vicina Albania.
Gli scontri iniziarono quindi il 13 settembre, con un attacco aereo dei tedeschi contro la città di Corfù; truppe tedesche tentarono di sbarcare sull'isola il 13 e il 15 settembre, ma furono in entrambi i casi respinte dalle artiglierie italiane. Assorbiti dalla conquista di Cefalonia, dove anche il resto della Divisione "Acqui" aveva scelto di opporre resistenza, i tedeschi accantonarono per il momento la conquista di Corfù; la Luftwaffe sottopose comunque l'isola a costanti bombardamenti aerei che logorarono la guarnigione, lasciata quasi del tutto priva di aiuti. Conquistata Cefalonia, i tedeschi tornarono a concentrasi su Corfù: sbarcati in forze il 24 settembre, grazie allo schiacciante supporto aereo riuscirono ben presto ad avere ragione della resistenza italiana, cessata nelle prime ore del 26 settembre. Il colonnello Lusignani e altri 26 ufficiali del presidio italiano furono fucilati dai tedeschi dopo la cattura, mentre il resto della guarnigione venne in massima parte deportato in Germania come internati militari italiani.

## Antefatti

### L'occupazione delle Isole Ionie
L'occupazione italiana dell'arcipelago delle Isole Ionie venne portata a termine negli ultimi giorni dell'aprile 1941, facendo seguito al completo collasso della Grecia sotto i colpi dell'offensiva tedesca sferrata il 6 aprile precedente. Sede del governatore greco dell'arcipelago, l'isola di Corfù fu occupata il 28 aprile dai reparti italiani della 33ª Divisione fanteria "Acqui" giunti via nave dalla vicina Albania; la piccola guarnigione greca dell'isola capitolò senza opporre alcuna resistenza, e nei giorni successivi presidi della "Acqui" furono posti anche sulle altre isole principali dell'arcipelago. L'Italia fascista rivendicava ampi piani di annessione territoriale nei confronti della Grecia sconfitta, ma la Germania impose di rimandarli a dopo la conclusione della guerra mondiale ancora in corso; le zone assegnate agli italiani furono sottoposte a un regime di occupazione militare mentre ad Atene i tedeschi insediarono un governo collaborazionista greco retto dal generale Georgios Tsolakoglu. Parzialmente diverso fu il destino delle Isole Ionie, che il 1º agosto 1941 furono proclamate ufficialmente dal governo di Roma come separate dalla Grecia e annesse all'Italia: Piero Parini, funzionario del Partito Nazionale Fascista e diplomatico, si insediò a Corfù con la carica di "Responsabile degli Affari Politici delle Isole Ionie", agendo di fatto con le funzioni di governatore dell'arcipelago. Parini impose una rapida ed energica politica di italianizzazione forzata delle isole, troncando ogni rapporto di esse con il governo collaborazionista di Tsolakoglu: fu imposta l'applicazione della legislazione italiana, i funzionari pubblici greci vennero licenziati e sostituiti da italiani, l'amministrazione della giustizia venne affidata a un tribunale militare italiano e il commercio tra le isole e la terraferma greca venne vietato. 
L'italianizzazione forzata generò un diffuso malcontento tra la popolazione delle isole, represso con forza dagli italiani: circa 3500 oppositori politici ionici furono rinchiusi dalle autorità italiane in un campo di concentramento sull'isola di Paxos e due campi minori su Fanò e a Lazarata. Conseguentemente, verso la fine del 1942 un movimento di resistenza all'occupazione italiana iniziò a formarsi nelle Isole Ionie, anche se con scarsissimi legami con la Resistenza greca nell'entroterra e basato unicamente su forze locali; la presenza di questo piccolo movimento di resistenza non rappresentò mai, comunque, una minaccia per le forze italiane. La situazione politico-militare nell'arcipelago si mantenne tranquilla per quasi tutto il 1942. Nel novembre 1942, in conseguenza degli sbarchi anglo-statunitensi in Nordafrica e del mutato quadro militare nel mar Mediterraneo, l'alto comando italiano iniziò a dedicare maggiore attenzione all'arcipelago: temendo azioni offensive degli Alleati in direzione della Grecia, il comando divisionale e il grosso delle truppe della "Acqui" vennero spostati sull'isola di Cefalonia, in posizione strategica per sorvegliare il Golfo di Patrasso e l'accesso occidentale all'istmo di Corinto; a Corfù fu comunque lasciato un forte presidio agli ordini dell'appena sopraggiunto colonnello Luigi Lusignani. La minaccia di un attacco alleato si rivelò ben presto inconsistente, e in generale l'occupazione delle Isole Ionie rappresentò un compito facile per i soldati della Divisione "Acqui", logorati più che altro dalle malattie, dalla monotonia dei compiti di presidio statico e dai lavori di costruzione di fortificazioni, senza avvicendamenti di truppe (gli ultimi rinforzi giunsero alla divisione nel settembre 1942) e con scarse licenze per rientrare in Italia.

### Dal 25 luglio all'8 settembre 1943

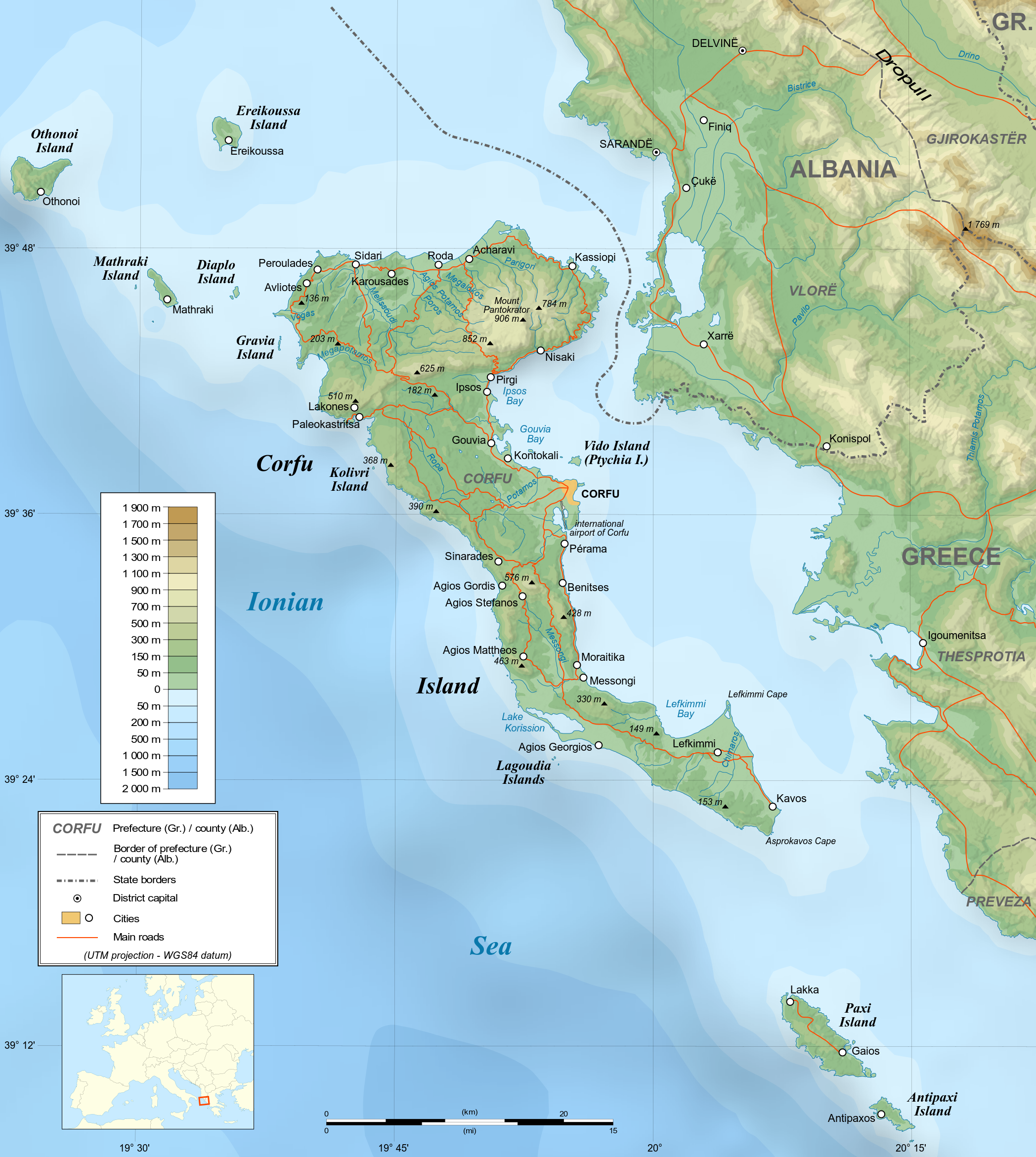
Carta topografica dell'isola di Corfù

Il 25 luglio 1943 Benito Mussolini venne deposto e rimpiazzato alla guida del governo dal maresciallo d'Italia Pietro Badoglio; pur proclamando formalmente l'intenzione di proseguire la guerra a fianco della Germania, il nuovo governo avviò ben presto trattative segrete con gli Alleati per far uscire l'Italia dal conflitto. Senza lasciarsi ingannare dai proclami degli italiani, sin dal 5 agosto i tedeschi misero tuttavia a punto un piano (nome in codice "operazione Achse") per fronteggiare l'imminente cambiamento di fronte dell'Italia e disarmare le truppe italiane sparse qui e là per tutto il teatro bellico del Mediterraneo; nel quadro di questi piani, l'occupazione delle Isole Ionie e la neutralizzazione dei loro presidi, ritenuti obbiettivi essenziali per garantire il possesso della Grecia, venne affidata al XXII. Gebirgs-Korps del generale Hubert Lanz, attivato il 12 agosto nella Grecia occidentale e forte di due divisioni (la 1. Gebirgs-Division e la 104. Jäger-Division) schierate lungo la costa tra l'Epiro e l'Etolia proprio davanti alle isole. La presenza di truppe tedesche nell'arcipelago, prima piuttosto ridotta, venne discretamente aumentata: se prima del 25 luglio 1943 gli unici tedeschi stanziati a Corfù erano i membri di una stazione radio responsabile dei contatti tra Roma e Atene nonché il personale dell'aviazione incaricato di operare alcune strutture di ausilio alla navigazione aerea, il 15 agosto sbarcarono nell'isola consistenti rinforzi, ufficialmente con l'incarico di impiantarvi una stazione di radiolocalizzazione e nuove postazioni di artiglieria costiera. La consistenza dei reparti tedeschi a Corfù salì quindi a 500-550 uomini agli ordini del tenente colonnello Norbert Klotz, principalmente personale di terra della Luftwaffe e della Kriegsmarine ma anche della 1. Gebirgs-Division; nello stesso periodo, il comandante della divisione tedesca generale Walter Stettner Ritter von Grabenhofen e un folto gruppo di suoi ufficiali effettuarono una visita dell'isola, nel corso della quale ispezionarono le postazioni difensive tenute dagli italiani.
Subito dopo la deposizione di Mussolini, su disposizioni del nuovo esecutivo il governatore Parini lasciò l'incarico e cedette tutti i poteri al comandante del presidio militare, il colonnello Lusignani. Dal 15 agosto la guarnigione di Corfù fu posta sotto la direzione strategica del XXVI Corpo d'armata del generale Guido Della Bona, con quartier generale a Giannina e responsabile della difesa dell'Epiro e delle limitrofe zone dell'Albania meridionale, mentre il resto della "Acqui" a Cefalonia passava sotto il comando del VIII Corpo d'armata schierato in Etolia e Acarnania. Lusignani aveva ai suoi ordini circa 160 ufficiali e 4000-4500 sottufficiali e soldati: l'intero 18º Reggimento fanteria "Acqui", un gruppo di artiglieria da campagna del 33º Reggimento artiglieria terrestre "Acqui" con cannoni da 75/27, un gruppo di artiglieria pesante dell'8º Raggruppamento artiglieria di corpo d'armata con cannoni da 105/28, un battaglione di mortai da 81, una batteria antiaerea con mitragliere da 20/65, una batteria controcarro con cannoni da 47/32 e reparti minori del genio militare, della sussistenza e della sanità, oltre a una compagnia di carabinieri e due della Guardia di Finanza. Il locale Comando Marina di Corfù, retto dal capitano di fregata Nicola Ostuni, aveva ai suoi ordini una piccola flottiglia di dragamine e vascelli da trasporto per uso locale; personale di terra della Regia Aeronautica gestiva la base aera di Garitsa (o Coritza) e l'idroscalo di Gufino (o Guvino), ma gli unici apparecchi italiani presenti sull'isola erano sette idrovolanti da ricognizione.
Nel pomeriggio dell'8 settembre 1943, la Radio di Algeri controllata dagli Alleati diffuse la notizia dell'entrata in vigore dell'armistizio con l'Italia, sottoscritto segretamente dagli emissari italiani il 3 settembre precedente a Cassibile; la notizia venne poi confermata quella sera stessa da un proclama letto alla radio dallo stesso Badoglio. L'annuncio dell'armistizio colse completamente di sorpresa i comandi italiani nelle Isole Ionie, non preavvertiti in alcun modo: solo alle 21:30 dell'8 settembre il comando dell'11ª Armata ad Atene, retto dal generale Carlo Vecchiarelli e responsabile di tutte le truppe italiane stanziate in Grecia, diramò via radio l'ordine ai reparti di restare sulle loro posizioni e di resistere a eventuali atti di forza dei tedeschi, ma di non rivolgere le armi contro di loro in assenza di atteggiamenti ostili e, in generale, di non fare causa comune con eventuali truppe alleate sbarcate o con i partigiani greci.

### La decisione di resistere

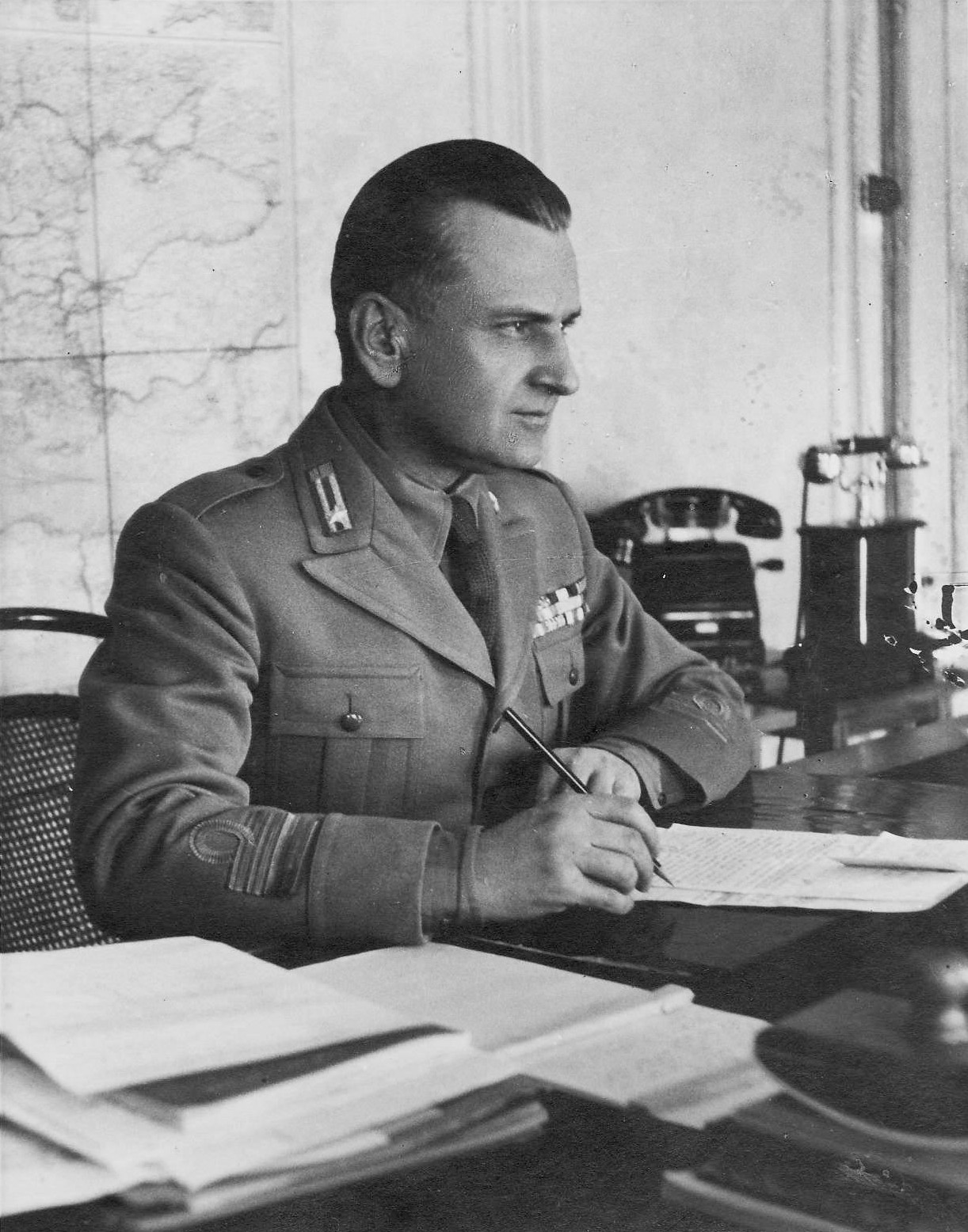
Il colonnello Lusignani, comandante della guarnigione italiana di Corfù, in una foto del 1943

Subito dopo l'annuncio dell'armistizio, i collegamenti telefonici via cavo di Corfù con l'Italia e la terraferma greca vennero interrotti. La mattina del 9 settembre il comando supremo della Regia Marina italiana (Supermarina) ordinò via radio al comando di Corfù di far rientrare a Brindisi tutti i mezzi navali ritenuti non necessari alla difesa dell'isola, caricandoli con tutto il materiale trasportabile e in particolare il carburante; tra il 9 e l'11 settembre lasciarono quindi l'isola svariate imbarcazioni recanti a bordo, tra le altre cose, 110 militari ammalati evacuati dagli ospedali, l'ex governatore Parini e i funzionari del suo seguito. Intorno alle 08:30 del 9 settembre giunse via radio un secondo messaggio dal comando dell'11ª Armata ad Atene: cedendo alle pressioni dei tedeschi e confidando così di districare la sua armata dalla difficile posizione in cui si veniva a trovare, il generale Vecchiarelli diramò l'ordine a tutti i reparti alle sue dipendenze di cedere ai tedeschi, a partire dalle 12:00 del 9 settembre e non oltre le 10:00 del 10 settembre, tutte le postazioni difensive costiere, tutte le artiglierie e tutte le armi collettive con le relative munizioni; i reparti italiani, muniti del solo armamento individuale, dovevano poi riunirsi in punti prestabiliti dove attendere successivi ordini in vista del loro rimpatrio. Lusignani convocò il suo secondo in comando, il comandante dell'artiglieria tenente colonnello Alfredo D'Agata, e i tre comandanti di battaglione del 18º Reggimento per decidere il da farsi: tutti convennero sul fatto che l'ordine di Vecchiarelli era «contrario all'onore militare» e non andava rispettato, mentre Lusignani si rivelò esitante circa la proposta, caldeggiata da D'Agata, di intraprendere subito azioni armate contro i tedeschi. Ad ogni buon conto, Lusignani si incontrò quello stesso giorno con una delegazione di notabili civili greci, mentre D'Agata ebbe un incontro riservato con il capo della resistenza locale, Papas Spiru: venne pattuito il rilascio dei prigionieri politici greci, iniziato la mattina successiva, e concordata la possibilità di distribuire armi ai partigiani per combattere insieme il comune nemico.
Alle 13:00 del 10 settembre un gruppo di parlamentari tedeschi, tra cui il comandante del presidio germanico tenente colonnello Klotz e il console tedesco sull'isola Spengelin, si recò da Lusignani per trattare: alla pretesa dei tedeschi di avere una pronta applicazione dell'ordine di Vecchiarelli del 9 settembre Lusignani oppose un rifiuto, sostenendo che il generale aveva diramato l'ordine da una condizione di prigionia; Lusignani mise in chiaro che non avrebbe ceduto l'isola né consentito sbarchi o atterraggi di truppe non italiane. Aerei della Luftwaffe presero a sorvolare l'isola, lanciando volantini in cui invitavano i reparti italiani a deporre le armi e a consegnarsi ai tedeschi in vista di un pronto rimpatrio; i tedeschi stanziati all'aeroporto di Garitsa pretesero la consegna delle armi del presidio italiano, ma vennero per il momento rintuzzati. Alle 09:45 dell'11 settembre giunse via radio a Corfù da Brindisi uno stringato ordine del generale Francesco Rossi, sottocapo dello stato maggiore generale presso il Comando supremo militare italiano, secondo il quale i reparti italiani dovevano «considera[re] le truppe tedesche [come] nemiche», rafforzando così i propositi di Lusignani di resistere; sempre quello stesso 11 settembre (o il 12 settembre secondo altra fonte) due telegrammi giunti a Corfù dal comando della 7ª Armata italiana dislocata in Puglia ordinarono al presidio di opporsi «con forza at qualsiasi tentativo sbarco reparti germanici» e di «provvede[re] immediata cattura elementi tedeschi considerandoli prigionieri di guerra»; le unità contraeree italiane ricevettero quindi l'ordine di non consentire l'atterraggio di alcun velivolo tedesco sull'isola. Quello stesso 12 settembre iniziò la distribuzione delle armi ai partigiani greci, e nelle settimane seguenti il capitano dei carabinieri Caggiano riuscì a organizzare circa 600 isolani in unità improvvisate per il controllo dell'ordine pubblico. Poco prima della mezzanotte del 13 settembre Lusignani comunicò via radio al comandante della Divisione "Acqui" a Cefalonia, generale Antonio Gandin, di essere pronto a tenere Corfù contro qualsiasi aggressione tedesca.
L'11 settembre, e poi ancora il 12 settembre, delegazioni tedesche capitanate rispettivamente dal capitano Wilhelm Spindler della 1. Gebirgs-Division e dal maggiore Harald von Hirschfeld della 104. Jäger-Division tornarono da Lusignani per trattare: la richiesta di cedere l'isola immediatamente venne ancora una volta respinta dal colonnello italiano, che dichiarò di essere pronto a impiegare le armi qualora navi o aerei tedeschi avessero tentato di sbarcare altre truppe a Corfù. Se Spindler, nel suo rapporto dell'11 settembre, riferì ai suoi superiori che Lusignani, pur fermo nel suo intento di resistere, era ancora disposto a intavolare trattative, von Hirschfeld il 12 settembre dovette riconoscere che il colonnello non era più disposto a negoziare e che lo stato maggiore italiano era «orientato in modo totalmente ostile verso i tedeschi». Dopo aver completato con successo il disarmo e la cattura dei reparti italiani sulla terraferma greca, il comandante del XXII. Gebirgs-Korps, generale Lanz, era sottoposto a forti pressioni perché si impadronisse al più presto delle Isole Ionie: con i reparti anglo-statunitensi sbarcati a Salerno e a Taranto il 9 settembre, gli Alleati erano arrivati a corta distanza dalle isole, e se queste fossero cadute in mano loro tutta la posizione dei tedeschi nel sud della Grecia e nel Mar Egeo sarebbe divenuta intenibile. Nel quadro di questa operazione Corfù fu quindi considerata inizialmente come un obiettivo prioritario, perché più vicina geograficamente all'Italia e meno presidiata rispetto a Cefalonia; l'attenzione di Lanz fu quindi rivolta alla presa dell'isola. Il X. Fliegerkorps della Luftwaffe, agli ordini del generale Alexander Holle, era pronto ad appoggiare le operazioni schierando, negli aeroporti nelle vicinanze, 30 bombardieri in picchiata Junkers Ju 87 "Stuka", dieci bombardieri in quota Heinkel He 111 e alcuni bombardieri Junkers Ju 88.

## La battaglia

### Primi scontri

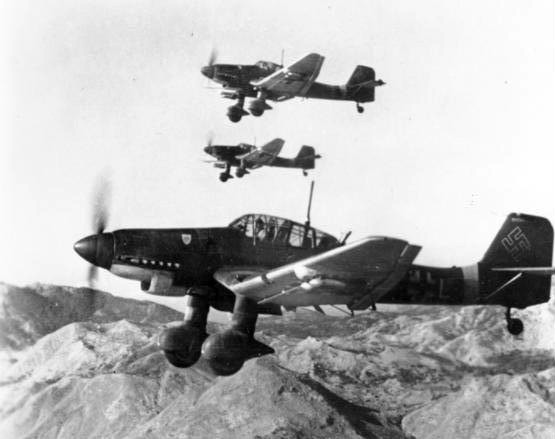
Una formazione di bombardieri Ju 87 "Stuka" tedeschi in volo nell'ottobre 1943

Già dall'11 settembre era iniziata, tramite l'impiego di naviglio reperito sul posto o giunto da Brindisi, l'evacuazione in direzione di Corfù di vario personale militare italiano dai porti dell'Epiro greco e poi, in maniera più consistente, da Porto Edda nel sud dell'Albania, dove i presidi italiani erano sottoposti alla pressione tanto dei tedeschi quanto dei partigiani albanesi perché consegnassero le armi e si arrendessero. Intorno alle 06:45 del 13 settembre, mentre un piroscafo e alcuni piccoli motovelieri stavano sbarcando soldati e materiali evacuati da Porto Edda, tre bombardieri tedeschi apparvero nel cielo dell'isola e iniziarono a lanciare a sorpresa bombe sulla città di Corfù e il porto, scatenando la reazione delle batterie antiaeree italiane a terra e del cannone della nave pilota F48 Richard della Marina. Sull'origine di questo primo scontro vi sono versioni contrastanti, con alcuni che sostennero che la sparatoria iniziò dopo che i velivoli della Luftwaffe ebbero compiuto sulle postazioni italiane un nuovo lancio a bassa quota di volantini invitanti alla resa, mentre altri affermarono che le batterie italiane reagirono a un tentativo di atterraggio degli apparecchi sull'aeroporto dell'isola; ad ogni modo, tutti e tre i bombardieri vennero abbattuti dal tiro italiano.
Intorno alle 10:00, dopo aver dovuto rinunciare ad arrivare sull'isola in aereo a seguito della sparatoria avvenuta tre ore prima, una delegazione tedesca giunse a Corfù in nave per riprendere le trattative; la delegazione comprendeva il maggiore von Hirschfeld e un ufficiale italiano, il colonnello Rossi, capo di stato maggiore del XXVI Corpo d'armata. L'incontro non approdò a niente: Lusignani protestò per il bombardamento avvenuto in mattinata e respinse ogni richiesta di cedere l'isola, al che von Hirschfeld consegnò un ultimatum chiedendo la resa entro le 11:30 pena l'apertura delle ostilità. Il colonnello Rossi era latore di un messaggio per Lusignani da parte del suo diretto superiore, il comandante del XXVI Corpo d'armata generale Della Bona, capitolato già il 9 settembre con tutto il suo stato maggiore a Giannina nelle mani dello stesso von Hirschfeld: Della Bona invitava il presidio di Corfù ad arrendersi «per evitare inutile spargimento di sangue» e riferiva che le truppe del suo corpo d'armata erano già state trasferite in Albania per essere rimpatriate in Italia, quando in realtà i soldati italiani stavano venendo deportati in Germania; il messaggio non ebbe comunque alcun effetto sulle decisioni prese da Lusignani. Secondo D'Agata, durante l'incontro il colonnello Rossi trovò il modo di confidargli sotto voce che Della Bona era stato costretto sotto minaccia a redigere il messaggio, e che in realtà il consiglio per Lusignani era di resistere con le armi ai tedeschi.
Già intorno alle 11:30 le postazioni italiane avvistarono al largo delle coste di Corfù un convoglio di 13 o 15 tra motozattere, motovelieri e pescherecci carichi di truppe tedesche della 1. Gebirgs-Division (un kampfgruppe al comando del capitano Siegfried Dodel); intorno alle 12:05, dopo che von Hirschfeld ebbe comunicato al comando il fallimento delle ultime trattative, il convoglio diresse con decisione in direzione della spiaggia di Benizza (o Benitses) nel sud per tentare uno sbarco a sorpresa, appoggiato dall'aria da nove bombardieri in picchiata Ju 87 "Stuka". Le artiglierie italiane reagirono immediatamente aprendo un pesante fuoco su navi e aerei nemici, obbligando infine i tedeschi a rinunciare allo sbarco e ritirarsi in direzione di Igoumenitsa; non vi è accordo su quante perdite vennero inflitte ai reparti della Wehrmacht, variamente indicate in una motozzattera e due motovelieri affondati e tre motovelieri gravemente danneggiati, un motoveliero affondato e altri danneggiati, e un motoveliero affondato, tre seriamente danneggiati e altri sei immobilizzati da guasti ai motori. Anche un bombardiere Ju 87 venne abbattuto, mentre le perdite umane vennero stimate in un centinaio di morti; secondo D'Agata, il giorno seguente vennero rinvenuti sulle spiagge di Corfù i corpi di circa 40 tedeschi annegati nell'affondamento delle unità su cui viaggiavano.
Respinto questo secondo atto di aggressione, Lusignani si sentì legittimato ad agire contro le truppe tedesche già presenti sull'isola. Intorno alle 12:30 due compagnie del 18º Reggimento fanteria appoggiate dall'artiglieria circondarono la base aerea di Garitsa, ottenendo l'immediata resa del personale della Luftwaffe lì stanziato; due piccoli presidi costieri ad Avliotes ed Episkepsis si arresero nel pomeriggio, mentre i 250 tedeschi asserragliati a Capo Bianco nel sud resistettero fino a sera prima di deporre le armi. L'ultimo distaccamento tedesco rimasto, a Kassiopi, capitolò alle 07:00 del 14 settembre: con poche perdite gli italiani inflissero 50 morti ai tedeschi e catturarono 426 o 441 prigionieri, rinchiusi nella Fortezza Nuova di Corfù. Come ritorsione, intorno alle 20:00 del 13 settembre la Luftwaffe tornò in forza sull'isola e sottopose per diverse ore la città di Corfù a un feroce bombardamento, impiegando anche spezzoni incendiari che distrussero buona parte delle abitazioni civili, realizzate in legno; circa 30 soldati italiani e un imprecisato numero di civili greci rimasero uccisi, mentre a migliaia sfollarono verso le campagne dopo aver perso le loro case. La contraerea italiana rivendicò l'abbattimento di quattro bombardieri tedeschi.

### L'isola sotto assedio

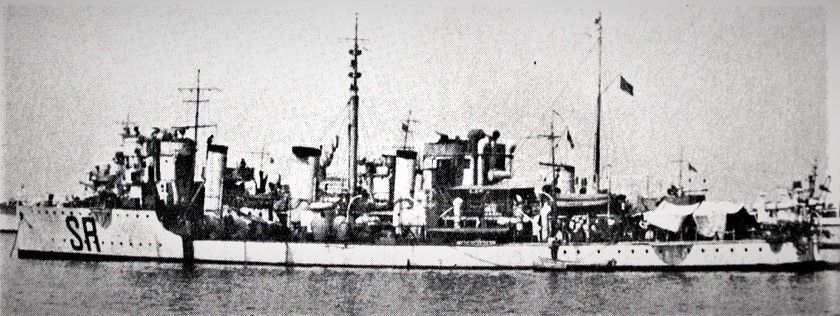
La torpediniera Sirtori

Nelle prime ore del 14 settembre si conclusero i trasferimenti a Corfù dei reparti italiani da Porto Edda, con circa 3500-4000 militari portati sull'isola. Per quanto tra di loro vi fossero molti sbandati, demoralizzati e non più disposti a combattere, vennero evacuati anche reparti ancora organizzati che furono subito integrati nelle difese dell'isola: il comando reggimentale e il I Battaglione del 49º Reggimento fanteria "Parma" (parte della 49ª Divisione fanteria "Parma"), il III Battaglione del 232º Reggimento fanteria "Avellino" (parte dell'11ª Divisione fanteria "Brennero"), il 547º Battaglione costiero, il XV Gruppo artiglieria della Guardia alla frontiera con due sezioni di cannoni da 75/27 (uniche artiglierie italiane evacuate con successo dall'Albania), un ospedale da campo e unità minori del genio, della sussistenza, della Guardia di finanza e della Marina. Vennero evacuati e portati sull'isola anche due battaglioni di camicie nere della MVSN (8º Battaglione camicie nere "Varese" e il 109º Battaglione camicie nere "Macerata"), la cui affidabilità politica e disponibilità a combattere i tedeschi era tuttavia fortemente in dubbio. Il colonnello Elio Bettini, comandante del 49º Reggimento, si mise subito agli ordini di Lusignani.
Dopo il fallito sbarco tedesco, Lusignani aveva inoltrato a Supermarina la richiesta di avere a disposizione unità navali con cui contrastare altri attacchi dal mare; il comando navale di Brindisi poté inviare solo due vecchie torpediniere, la Giuseppe Sirtori e la Francesco Stocco, che raggiunsero Corfù la sera del 13 settembre. Intorno alle 09:00 del 14 settembre, mentre veniva completato lo sbarco degli ultimi reparti evacuati da Porto Edda, una formazione di bombardieri della Luftwaffe tornò sui cieli di Corfù e attaccò il porto: la nave pilota F48 Richard venne colpita in pieno e affondata, mentre tre "Stuka" presero di mira la Sirtori che, centrata da una bomba e danneggiata da altri cinque ordigni esplosi nelle vicinanze, fu presa a rimorchio e portata a incagliare sulla spiaggia di Potamos (o Alykes Potamos) per impedirne l'affondamento. Concluso l'attacco la Stocco, uscita indenne, ricevette l'ordine di rientrare a Brindisi; impossibilitato a riparare la nave, l'equipaggio della Sirtori fu sbarcato per essere impiegato a terra, ma i cannoni della nave continuarono a contribuire con il loro tiro alla difesa antiaerea dell'isola.
Gli aerei del X. Fliegerkorps tornarono a colpire Corfù nel pomeriggio del 14 settembre e quella sera stessa, mentre al bombardamento si univa anche una batteria di artiglieria tedesca da 150 mm che sparava dalla costa dell'Epiro. Il 15 settembre i tedeschi tentarono nuovamente di sbarcare nella zona di Benizza impiegando un convoglio di una quindicina di natanti, ma vennero ancora una volta respinti dal tiro delle artiglierie italiane. Per quella data, tuttavia, i tedeschi avevano spostato la loro attenzione verso Cefalonia, dove i tentativi di indurre alla resa Gandin erano falliti e avevano di conseguenza preso vita pesanti combattimenti con il grosso della Divisione "Acqui": se altri tentativi di sbarco vennero cancellati e i mezzi anfibi disponibili furono dirottati su Cefalonia, il X. Fliegerkorps ricevette comunque l'ordine di mantenere alta la pressione su Corfù scatenando bombardamenti praticamente quotidiani, con un crescendo di frequenza e violenza. Tentativi di portare aiuto alla guarnigione non ebbero molto successo: il 17 settembre il contrammiraglio Giovanni Galati salpò da Brindisi con le torpediniere Clio e Sirio, cariche di munizioni, viveri e acqua da portare alla guarnigione di Cefalonia; informate erroneamente che gli approdi di Cefalonia erano già stati occupati dai tedeschi, le unità italiane cambiarono rotta e diressero per Corfù, ma a metà strada furono costrette a tornare a Brindisi dopo ordini perentori delle autorità alleate, che non avevano autorizzato la missione e temevano che le due navi potessero disertare e consegnarsi ai tedeschi. Più successo ebbe invece la motosilurante MS 33, che il 18 settembre (il 19 secondo altra fonte) arrivò a Corfù da Brindisi con un carico di medicinali, sfuggendo strada facendo all'attacco di tre idrovolanti tedeschi; una motobarca riuscì poi a evacuare da Porto Edda e consegnare a Corfù un carico di 600 colpi da 75 mm. La MS 33 ripartì da Corfù con a bordo il tenente di vascello Luigi Ferrante, latore di un rapporto di Lusignani in cui si segnalava la difficile situazione della guarnigione e la necessità di inviare al più presto rifornimenti di munizioni e medicinali, come pure di impiegare aerei per attaccare le truppe e le imbarcazioni tedesche concentrate nei porti dell'Epiro.
Anche i tentativi della Regia Aeronautica di intervenire nella battaglia erano stati inizialmente frustrati dalla diffidenza delle autorità alleate, che ritardavano la concessione delle necessarie autorizzazioni. Nelle basi pugliesi di Brindisi, Bari, Galatina, Manduria e Leverano erano stati ammassati al 15 settembre circa 300 apparecchi di vario tipo di cui 117 efficienti, ma solo il 16 settembre alcuni idrovolanti CANT Z.506 poterono iniziare voli tra Brindisi e Corfù per evacuare i feriti italiani; gli italiani furono infine autorizzati a impiegare i loro caccia il 17 settembre, e da quel giorno pattuglie di Macchi C.205V decollate dalla Puglia compirono voli di sorveglianza e ricognizione nei cieli tra Corfù e la costa greca e albanese. Il 18 settembre una formazione di sei cacciabombardieri Reggiane Re.2002 attaccò le unità navali tedesche ammassate a Igoumenitsa, perdendo un velivolo; altri due Re.2002 intervennero contro una formazione di bombardieri tedeschi che stava attaccando la città di Corfù, riuscendo a disperderla. Il 19 settembre altri Re.2002 attaccarono il campo di volo tedesco di Coriza in Albania e mezzi navali nemici nelle vicinanze di Paramythia in Grecia, rivendicando la distruzione di due aerei e due natanti ma perdendo un velivolo a causa del fuoco dell'antiaerea; il 20 settembre sei Re.2002 attaccarono mezzi da sbarco tedeschi vicino Plataria in Epiro, rivendicando l'affondamento di quattro di essi.
Quello stesso 20 settembre (o il 21 settembre secondo altra fonte) un aereo paracadutò a Corfù una missione di collegamento alleata, composta dal maggiore britannico William Oliver Churchill e da un radiotelegrafista; recuperato dai partigiani greci e portato da Lusignani, Churchill promise l'imminente arrivo di truppe e aiuti da parte degli Alleati, ma l'apparecchio radio che recava con sè si era guastato nel toccare terra e non fu possibile stabilire alcun contatto con il suo quartier generale de Il Cairo. L'unico aiuto che i britannici offrirono fu di autorizzare, il 21 settembre, il trasferimento della torpediniera Sagittario da Brindisi a Corfù perché contribuisse alla difesa dell'isola da altri sbarchi tedeschi.

### La battaglia finale

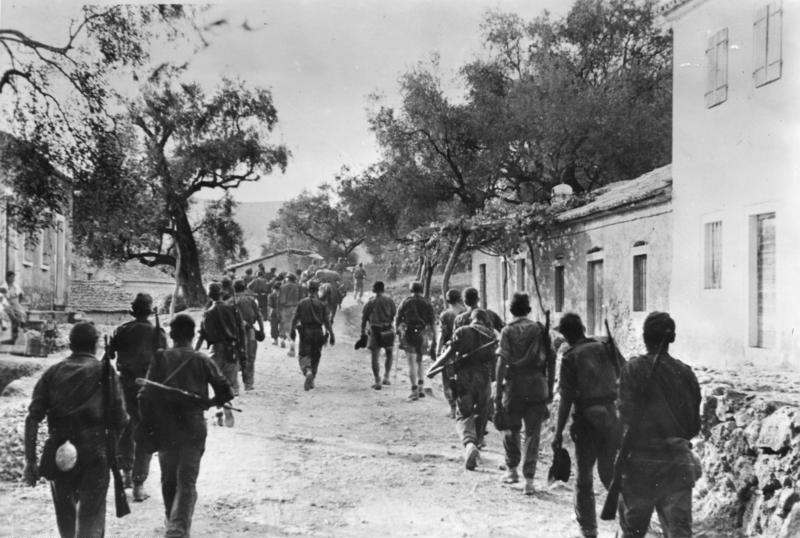
Gebirgsjäger tedeschi in marcia nelle strade di Corfù

Il 21 settembre Lusignani comunicò al Comando supremo italiano di aspettarsi a breve un nuovo tentativo di invasione da parte tedesca, visto che la ricognizione aerea degli M.C.205 segnalava la presenza di 40-50 mezzi da sbarco concentrati nei pressi di Igoumenitsa. Proprio durante una di queste missioni di sorveglianza un caccia italiano M.C.205 era stato abbattuto dalla contraerea tedesca sopra Coriza: il pilota, sottotenente Carlo Negri del 4º Stormo caccia, si salvò lanciandosi con il paracadute, ma fu poi fucilato dai tedeschi due giorni dopo con l'accusa di essere un "franco tiratore". Le comunicazioni radio tra Corfù e Cefalonia si interruppero intorno alle 18:00 del 21 settembre, con la resa finale dei reparti della "Acqui" di Gandin avvenuta nella giornata del 22 settembre; la caduta della maggiore delle Isole Ionie fu seguita da una sanguinaria vendetta dei tedeschi sugli italiani, con almeno 5000 soldati (tra cui lo stesso Gandin e buona parte degli ufficiali) fucilati dopo la cattura ad aggiungersi ai circa 1300 caduti in battaglia. Completata l'occupazione di Cefalonia, il XXII. Gebirgs-Korps di Lanz poté ora tornare alla questione di Corfù, rimasta l'unica posizione in mani italiane nelle Isole Ionie; il 22 settembre fu quindi approvato un piano di attacco all'isola denominato "operazione Verrat" ("tradimento" in lingua tedesca), affidato a un gruppo d'attacco della 1. Gebirgs-Division agli ordini del capitano Dittmann e composto dal 1º Battaglione del Gebirgs-Jäger-Regiment 98, una sezione del Gebirgs-Artillerie-Regiment 79 e una compagnia di pionieri. Il X. Fliegerkorps, che tra il 13 e il 24 settembre aveva portato a termine circa 200 bombardamenti su Corfù con una media di 15-20 al giorno, era pronto ad appoggiare l'operazione dall'aria. 
L'imbarco dei reparti tedeschi iniziò a Prevesa verso le 13:00 del 23 settembre, e le navi presero poi il mare nel pomeriggio. L'assalto anfibio fu lanciato con la copertura della notte: dopo alcune manovre diversive, il gruppo principale dei mezzi anfibi tedeschi sbarcò le truppe intorno alle 00:30 del 24 settembre a Lefkimmi lungo la costa sud-occidentale dell'isola, mentre un secondo contingente scendeva a terra presso la località di Agios Georgios nel nord-ovest dell'isola; al centro di questi due sbarchi un gruppo d'assalto prese terra nei pressi della laguna di Korissia, un settore poco presidiato dagli italiani in quanto ritenuto inadatto a uno sbarco ma che costituiva una posizione chiave, perché in prossimità del punto più stretto dell'isola (larga in quel tratto appena quattro chilometri). Nonostante la reazione delle artiglierie italiane, che riuscirono a colpire alcuni mezzi nemici (il cacciasommergibili UJ 2105 e due dragamine), i tedeschi consolidarono rapidamente le teste di ponte di Lefkimmi e Korissia, impossessandosi verso le 04:00 delle alture di Malauna che la dominavano. Verso le 05:00 i tedeschi avviarono il rastrellamento della parte meridionale dell'isola, mentre i reparti italiani cercavano di ripiegare verso nord; un contrattacco lanciato da un reparto italiano nei pressi di Argyrades venne respinto dall'intervento dei bombardieri della Luftwaffe. Argyrades stessa, un importante caposaldo dello schieramento italiano, cadde in mano ai tedeschi verso mezzogiorno, consentendo loro di avanzare, appoggiati da incursioni aeree sempre più violente, in direzione della costa orientale dove altri due gruppi tattici della 1. Gebirgs-Division sbarcarono nel pomeriggio, isolando gli ultimi reparti italiani rimasti nella parte meridionale dell'isola. Lusignani cercò di ricostruire una linea difensiva facendo arretrare i reparti a sud lungo il corso del fiume Messonghi e inviando il 49º Reggimento del colonnello Bettini a tenere i passi di Stavros, Coritza e Garuna che collegavano il sud al nord dell'isola; si verificarono episodi di diserzione tra i reparti italiani, nonché di passaggio dalla parte dei tedeschi di membri dei reparti di camicie nere della MVSN.

La torpediniera italiana Stocco in una foto del 1942-1943

Lusignani chiese aiuti per contrastare gli sbarchi, cui Supermarina rispose ordinando alla torpediniera Stocco, in quel momento di scorta a un convoglio di evacuazione diretto a Porto Edda, di fare immediatamente rotta per Corfù. La torpediniera giunse davanti alla testa di ponte tedesca di Agios Georgios quando ormai gli sbarchi erano completati e i mezzi navali nemici si erano allontanati, e non ricevette i segnali radio dal comando di Corfù che indicavano le altre località dove i tedeschi avevano preso terra; dopo essere rimasta a indugiare alla ricerca del nemico per un'ora e mezza, la Stocco lasciò Corfù per tornare a scortare il suo convoglio, ma nel pomeriggio fu individuata dai tedeschi e attaccata da una dozzina di "Stuka" nei pressi dell'isola di Merlera. Centrata da più bombe, la Stocco affondò intorno alle 19:20 di quel 24 settembre: tra l'equipaggio si contarono 92 tra morti e dispersi, mentre i superstiti riuscirono a raggiungere la costa di Corfù nei pressi del villaggio di Palaiokastritsa. Nel frattempo, Supermarina ordinò ai residui mezzi navali italiani rimasti a Corfù di salpare: riuscirono a lasciare l'isola e a raggiungere Brindisi il 26 settembre un MAS, una pilotina e due motovelieri, questi ultimi carichi dei 426 prigionieri tedeschi catturati dagli italiani il 13 settembre. La Regia Aeronautica riuscì a organizzare quel 24 settembre una ventina di voli di caccia Re.2002 e M.C. 205, mitragliando le unità navali tedesche in movimento nello Stretto di Corfù; un Re.2002 fu abbattuto dalla contraerea tedesca, mentre i caccia italiani rivendicarono l'abbattimento di un bombardiere Ju 87 tedesco. Solo nel pomeriggio del 24 settembre i comandi degli Alleati iniziarono a discutere della possibilità di aiutare la guarnigione italiana di Corfù, stabilendo di inviare il giorno seguente formazioni di cacciabombardieri Curtiss P-40 per contrastare i tedeschi; questo aiuto giungeva però ormai troppo tardi, e finì per essere annullato prima ancora di iniziare quando si seppe che l'isola era ormai caduta.
All'alba del 25 settembre i tedeschi avevano portato a termine lo sbarco di un secondo gruppo d'assalto nel sud dell'isola, agli ordini del capitano Feser e composto da reparti del 99. Gebirgsjäger-Regiment e da una sezione del 79. Gebirgs-Artillerie-Regiment; sbarcò anche lo stato maggiore e il comandante designato delle truppe tedesche a Corfù, tenente colonnello Josef Remold, accompagnato dal comandante della 1. Gebirgs-Division generale Stettner Ritter von Grabenhofen. La Luftwaffe dominava i cieli dell'isola, martellando i capisaldi della linea di resistenza italiana tra Stavros, Coritza e Garuna; i reparti di Lusignani, oltre che a corto di munizioni, stavano rimanendo a corto anche di acqua. Appoggiate dall'artiglieria pesante, due colonne tedesche mossero all'attacco: la colonna del capitano Feser lanciò una manovra aggirante verso nord per tagliare la via di ritirata degli italiani, mentre la colonna di Dittmann assaliva la linea frontalmente. Per mezzogiorno la resistenza italiana era stata infranta al termine di duri combattimenti: Coritza capitò intorno alle 13:30, mentre i capisaldi di Stavros e Garuna resistettero un'altra ora prima di essere sopraffatti; in varie postazioni i tedeschi passarono per le armi qualunque italiano mostrasse segni di resistenza. I reparti italiani andarono incontro a un cedimento progressivo, e verso le 16:00 la resistenza stava ormai cessando ovunque; per le 17:00 i tedeschi fecero il loro ingresso nella città di Corfù, dove una bandiera bianca era stata issata sopra la Fortezza Vecchia, e 5000 soldati italiani deposero le armi.
Lusignani aveva trasferito il suo comando a Schiperò (Skriperon), nel nord dell'isola, e alle 16:20 (alle 17:30 secondo altra fonte) trasmise il suo ultimo messaggio radio: «Abbiamo distrutto tutte pubblicazioni segrete. Ci apprestiamo a distruggere radio». Lusignani e il personale del comando vennero fatti prigionieri dai tedeschi intorno alle 23:00 (alle 17:00 secondo altra fonte), e la mattina del 26 settembre il colonnello comunicò formalmente l'ordine di resa per tutte le truppe italiane rimaste; le ultime postazioni isolate consegnarono le armi il 28 settembre. Dopo aver ordinato di far saltare in aria lo scafo dell'immobilizzata torpediniera Sirtori, il responsabile del Comando navale di Corfù, capitano di fregata Ostuni, riuscì a reperire una motobarca e un peschereccio, a caricarvi una ventina di militari tra soldati e marinai e a fare rotta per l'Italia, raggiungendo Otranto il 27 settembre. I due membri della missione di collegamento britannica riuscirono a fuggire a Brindisi il 28 settembre su di una piccola imbarcazione in cui avevano trovato posto anche tre marinai greci e undici militari italiani; anche il tenente colonnello D'Agata, vice di Lusignani, riuscì a fuggire da Corfù su una motobarca. L'ultima imbarcazione fuggita dalle Isole Ionie, un motoveliero salpato da Fanò con a bordo 29 militari italiani e cinque marinai greci, raggiunse infine Otranto il 30 settembre.

## Conseguenze

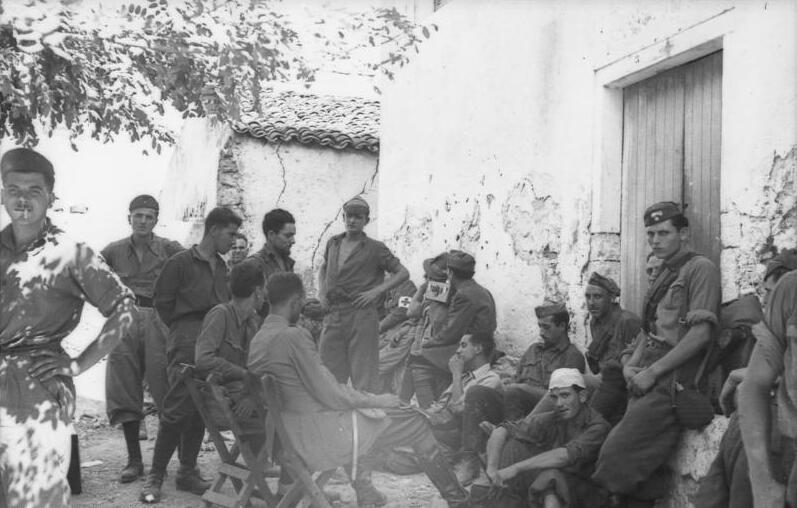
Prigionieri italiani catturati al termine della battaglia

Oltre ai 426 prigionieri evacuati dagli italiani poco prima della capitolazione dell'isola, le perdite tedesche nella battaglia di Corfù sono variamente indicate in 200 morti inclusi quelli registrati nel fallito sbarco del 13 settembre; le perdite tedesche della battaglia intercorsa tra il 24 e il 25 settembre sono indicate in 52 tra morti e feriti, oppure 40 morti e 160 feriti. Le perdite in fatto di mezzi sono indicate in 17 o 18 aerei abbattuti dalla contraerea dell'isola e altri tre abbattuti dai caccia italiani, oltre a cinque mezzi navali affondati durante le varie operazioni di sbarco. I caduti italiani nella battaglia ammontarono a circa 600 o 700, di cui approssimativamente una metà giustiziati subito dopo essersi arresi, mentre i feriti ammontarono a 700 o 1200; il resto dei militari italiani, salvo le poche decine fortunosamente fuggite in Italia, cadde prigioniero dei tedeschi: circa 8000 o 9000 uomini. La Regia Aeronautica perse sei aerei nelle operazioni connesse alla battaglia, mentre la Regia Marina dovette registrare l'affondamento di due torpediniere e alcuni mezzi minori.
I circa 280 ufficiali italiani caduti prigionieri vennero separati dal resto degli uomini e concentrati nella Fortezza Nuova, dove furono sottoposti a duri interrogatori. Il 21 settembre precedente il quartier generale dell'Heeresgruppe E, responsabile di tutte le truppe tedesche in Grecia, aveva diramato l'ordine di trattare gli italiani di Corfù «allo stesso modo in cui sono stati trattati a Cefalonia»; il generale Stettner Ritter von Grabenhofen trasmise il 22 settembre un dettagliato ordine scritto ai reparti della 1. Gebirgs-Division sul comportamento da tenere nei confronti degli italiani catturati, mentre il 26 settembre il comandante del XXII. Gebirgs-Korps Lanz ordinò di procedere con la fucilazione di tutti gli ufficiali rimasti coinvolti negli scontri a eccezione di quelli appartenenti a certe categorie (fascisti, uomini di origine germanica, ufficiali medici e cappellani militari), iniziando dai membri più importanti del presidio. Le esecuzioni furono portate a termine il 27 settembre, parte nella Fortezza Vecchia, parte nella piazza centrale della città di Corfù e parte nell'entroterra; non è chiaro se altre esecuzioni siano state eseguite anche successivamente, ma già il 28 settembre il comandante dell'Heeresgruppe E generale Alexander Löhr intervenne per vietare altre fucilazioni: la più facile cattura dell'isola rispetto a Cefalonia potrebbe aver contribuito a temperare la rappresaglia tedesca. Furono fucilati in tutto 27 ufficiali italiani: oltre ai colonnelli Lusignani e Bettini, vennero fucilati altri undici ufficiali del 18º Reggimento, uno del 49º Reggimento, dieci delle unità di artiglieria, uno della Regia Marina, uno della Regia Aeronautica e uno dei carabinieri. Per ordine di Lanz, i corpi dei fucilati furono zavorrati e gettati in mare, andando completamente perduti; ai colonnelli Lusignani e Bettini fu poi concessa, nel dopoguerra, la Medaglia d'oro al valor militare alla memoria.
Il primo gruppo di 1000-1500 prigionieri italiani lasciò Corfù il 30 settembre o il 4 ottobre, venendo trasferito via mare a Igoumenitsa e da qui a Giannina; il 10 ottobre i prigionieri furono interpellati in merito alle loro scelte: solo due accettarono di tornare a combattere a fianco dei tedeschi, mentre una cinquantina scelse di essere arruolata in unità da lavoro. Il resto dei prigionieri, caricato sui treni merci il 13 ottobre, fu deportato in Germania o in altre regioni controllate dai tedeschi e posto in detenzione nei campi di concentramento come "internati militari italiani". Altri 5500 prigionieri italiani furono caricati, tra il 9 e il 10 ottobre, sulla motonave Mario Roselli per essere trasferiti a Patrasso. Il mattino del 10 ottobre, mentre si apprestava a lasciare il porto di Corfù, la Roselli venne bombardata e mitragliata da quattro cacciabombardieri britannici: con due grosse falle nello scafo, la motonave fu portata a incagliare su un bassofondo a circa 800 metri dalla costa. L'11 ottobre, nel corso di una nuova incursione aerea britannica su Corfù (che provocò anche 35 morti e 100 feriti tra i prigionieri italiani rinchiusi in un campo di concentramento nei pressi dell'aeroporto dell'isola), la Roselli fu colpita nuovamente iniziando ad affondare: si contarono moltissimi morti tra i prigionieri a bordo, uccisi dalle bombe britanniche oppure colpiti dalle guardie tedesche o annegati mentre tentavano di mettersi in salvo, con un totale di vittime indicato tra un minimo di 500 e un massimo di 1302. Altri 2000 prigionieri furono evacuati da Corfù il 14 ottobre su un mercantile che li condusse al Pireo, mentre i restanti furono evacuati nelle settimane seguenti tramite imbarcazioni più piccole; portati in Grecia, furono da qui trasferiti nei campi di concentramento tedeschi, dove sarebbero rimasti in detenzione fino alla fine della guerra nel maggio 1945. Alcuni militari italiani, mai calcolati con precisione, riuscirono a sfuggire alla cattura e a disperdersi per l'isola, nascondendosi alle retate dei tedeschi e dei collaborazionisti anche con l'aiuto della popolazione locale; l'isola di Corfù rimase sotto occupazione fino all'ottobre 1944 quando, dopo la ritirata generale dei tedeschi dalla Grecia, fu liberata dalle truppe britanniche.